# Désir (film, 2024)
Pour les articles homonymes, voir Désir (homonymie) et Sex.
Série Trilogie d'Oslo
Amour
(2024)
Pour plus de détails, voir Fiche technique et Distribution.
Désir (Sex) est un film dramatique norvégien écrit et réalisé par Dag Johan Haugerud pour Viaplay (en) et sorti en 2024.
Il s’agit du premier volet (troisième et dernier volet en France,) de la trilogie d'Oslo (Sex Drømmer Kjærlighet), avec Rêves (2024)  et Amour (2024), qui traite de la complexité des relations humaines, de la sexualité et des normes sociales. 
Le film  avec Jan Gunnar Røise et Thorbjørn Harr suit deux hommes mariés hétérosexuels dont les expériences inattendues remettent en question leurs perceptions de la sexualité, du genre et de l'identité.
Le film a été sélectionné dans la section Panorama du 74e Festival international du film de Berlin où il a eu sa première mondiale le 17 février 2024,.

## Synopsis
Deux ramoneurs, tous deux mariés monogames et hétérosexuels, se retrouvent dans des situations qui remettent en question leurs perspectives sur la sexualité et les normes de genre. L'un d'eux a une relation sexuelle avec un autre homme, mais ne l'interprète pas comme une expression de désir homosexuel ou d'infidélité. Pendant ce temps, l'autre fait des rêves nocturnes vifs où il apparaît comme une femme. Cette expérience déconcertante l'amène à se demander dans quelle mesure la perception extérieure façonne son identité et s'il a supprimé certains aspects de lui-même, limitant ainsi son véritable moi.

## Fiche technique
- Titre original : Sex
- Réalisation : Dag Johan Haugerud
- Scénario : Dag Johan Haugerud
- Photographie : Cecilie Semec
- Montage : Jens Christian Fodstad
- Musique : Peder Kjellsby
- Costumes : Ida Toft
- Production : Hege Hauff Hvattum, Yngve Sæther
- Sociétés de production :
- Pays de production : Norvège
- Langue originale : norvégien
- Format : couleur
- Genre : drame
- Durée : 125 minutes
- Dates de sortie[7] :
  - Allemagne : 17 février 2024 (Berlin International Film Festival)
  - Norvège : 1er mars 2024
  - France : 16 juillet 2025 Date sujette à modification

## Distribution
- Thorbjørn Harr : PDG
- Jan Gunnar Røise : ramoneur
- Anne Marie Ottersen : Lege
- Nasrin Khusrawi (no) : professeur de chant
- Darin Hagi (no) : jeune femme du collectif
- Peder Kjellsby : musicien
- Birgitte Larsen (no) : l'épouse du PDG
- Iver Innset (no) : architecte
- Siri Forberg (no) : la femme du ramoneur de carillon
- Vetle Bergan (no) : architecte
- Arturo Scotti (no) : jeune homme du collectif
- Jarle Sveistrup (no) : le marié

## Production
Le 22 septembre 2022, Viaplay (en) confie la réalisation d'une trilogie de films intitulée « Trilogie d'Oslo » au réalisateur Dag Johan Haugerud. Produite par les sociétés norvégiennes Motlys et Viaplay, la trilogie est soutenue par le Norsk filminstitutt, le Nordisk Film & TV Fond, l'Oslo Filmfond et Arthaus. Haugerud, dans une interview avec Variety, a révélé qu'il s'était inspiré de la trilogie Trois couleurs de Krzysztof Kieślowski (1993-1994) pour réaliser ce projet. Il déclare : « L'objectif était de réaliser trois films qui traitent des mêmes sujets sous des angles différents », et explique « Ils devraient avoir une apparence et des sensations très différentes, mais donner l'impression qu'ils font tous partie de la même conversation ».

## Sortie
Sex a sa première mondiale le 17 février 2024, dans le cadre du 74e Festival international du film de Berlin, dans la section Panorama,.
En janvier 2024, m-appeal world sales acquiert les droits de ventes internationales du film.

## Réception
Savina Petkova, critique du film à la Berlinale pour Cineuropa, écrit « le film s'intéresse beaucoup au discours, et pas du tout aux actes sexuels eux-mêmes » et conclut : « Sex reconnaît que toutes nos conventions sont constamment en train d'être détruites et reconfigurées ».
Dans sa critique du film pour l'International Cinephile Society, Matthew Joseph Jenner fait remarquer que Sex est « un film intelligent et complexe, et en dehors de quelques brefs moments presque sans conséquence dans lesquels on peut sentir le désir se manifester chez ces personnages, c'est un film simple qui refuse de recourir à des images choquantes ou à des conversations intentionnellement scintillantes pour susciter une réaction » et le qualifie de « l'une des déconstructions de la masculinité les plus audacieuses et les plus inébranlables que nous ayons vues depuis des années ».

## Récompenses et distinctions
| Prix                                     | Date            | Catégorie                                        | Destinataire       | Résultat   | Ref.   |
| ---------------------------------------- | --------------- | ------------------------------------------------ | ------------------ | ---------- | ------ |
| Festival international du film de Berlin | 25 février 2024 | Prix Panorama du public du meilleur long métrage | Dag Johan Haugerud | Nomination | [ 10 ] |
| Festival international du film de Berlin | 25 février 2024 | Prix du jury œcuménique                          | Sex                | Lauréat    | [ 15 ] |
| Festival international du film de Berlin | 25 février 2024 | Prix CICAE du cinéma d'art                       | Sex                | Lauréat    | [ 15 ] |
| Festival international du film de Berlin | 25 février 2024 | Prix du Label Europa Cinémas                     | Sex                | Lauréat    | [ 15 ] |